# Xã Sedalia, Quận Pettis, Missouri
Xã Sedalia (tiếng Anh: Sedalia Township) là một xã thuộc quận Pettis, tiểu bang Missouri, Hoa Kỳ. Năm 2010, dân số của xã này là 25.331 người.